# Club Sportivo Estudiantes
O Club Sportivo Estudiantes, conhecido como Sportivo Estudiantes, Estudiantes de San Luis ou por seu acrônimo CSE, é um clube esportivo argentino da cidade de San Luis, capital do departamentos (município) de Juan Martín de Pueyrredón e da província homônima. Fundado em 20 de junho de 1920, suas cores são o branco e o verde. Sua principal atividade é o futebol, onde atualmente participa da Torneo Federal A, a terceira divisão regionalizada do futebol argentino para as equipes indiretamente afiliadas à Associação do Futebol Argentino (AFA), entidade máxima do futebol na Argentina, através do Conselho Federal do Futebol Argentino (CFFA). Seu estádio é o Héctor Odicino–Pedro Benoza, conhecido popularmente como El Coliseo que também fica em San Luis e conta com capacidade entre 9 e 12 mil espectadores, fazendo dele a terceira maior praça esportiva da cidade.

## História
Por iniciativa dos alunos da Escuela Normal Juan Pascual Pringles, em 20 de junho de 1920, após os festejos em honra do general Manuel Belgrano [autor da bandeira argentina], um grupo de estudantes reuniram-se no pátio da instituição e fundaram o Club Sportivo Estudiantes, com Carlos Pino como primeiro presidente. O novo clube adotou as cores verde e branco como sinal de esperança e pureza. Em agosto de 1920 foi fundada a Unión Puntana de Fútbol (depois Liga Puntana e atualmente Liga Sanluiseña), a recém-criada liga de futebol amador teve o Sportivo Estudiantes como seu primeiro campeão em 1921, feito repetido por seis temporadas consecutivas até o ano de 1927.
Obteve novamente o título da liga local de San Luis em 33 oportunidades, as outras seriam em 1929, 1931, 1933, 1941, 1942, 1943, 1944, 1953, 1955, 1959, 1961, 1966, 1967, 1968, 1974, 1976, 1980, 1981, 1987, 1989, 1993, 1999, Apertura e Clausura de 2000  e Apertura  de 2007. Os títulos de 1966, 1967, 1968 e 1993 foram de forma invicta. O clube de futebol de San Luis foi coroado campeão dos torneios da Associação do Futebol Argentino (AFA) em três ocasiões: Torneo del Interior de 2012, Torneo Argentino B de 2012–13 e Torneo Federal A de 2014.

## Estádio
O estádio do Sportivo Estudiantes é conhecido como El Coliseo tem capacidade entre  torcedores. Seu nome oficial é Estádio Héctor Odicino–Pedro Benoza, o terreno da cancha foi doado pelo governo da província de San Luis em 1952. Em julho de 1955, as arquibancadas foram ampliadas e inauguradas oficialmente em 21 de setembro de 1958 com a vitória do Estudiantes por 4 a 3 ante o Universitario pelo campeonato local.

## Cronologia no Campeonato Argentino de Futebol
| Período                                        | Campeonato                          | Divisão/Nível       | Associação | Ref.  |
| ---------------------------------------------- | ----------------------------------- | ------------------- | ---------- | ----- |
| 1967, 1970, 1973, 1975, 1977, 1982, 1983, 1985 | Torneo Regional                     | Segunda (Interior)  | CFFA       | [ 7 ] |
| 1987–88, 1989–90, 1993–94                      | Torneo del Interior                 | Terceira (Interior) | CFFA       | [ 7 ] |
| 2000–01, 2001–02, 2004—05, 2005—06             | Torneo Argentino B                  | Quarta (Interior)   | CFFA       | [ 7 ] |
| 2009 — 2012                                    | Torneo del Interior                 | Quinta (Interior)   | CFFA       | [ 7 ] |
| 2012–13                                        | Torneo Argentino B                  | Quarta (Interior)   | CFFA       | [ 7 ] |
| 2013–14 — 2014                                 | Torneo Argentino A/Torneo Federal A | Terceira (Interior) | CFFA       | [ 7 ] |
| 2015 — 2017–18                                 | Primera B Nacional                  | Segunda Divisão     | AFA        | [ 7 ] |
| Desde 2018–19                                  | Torneo Federal A                    | Terceira Divisão    | CFFA       | [ 7 ] |

## Títulos
| NACIONAIS           | NACIONAIS | NACIONAIS | NACIONAIS |
| Competição          | Títulos   | Temporadas |           |
| Torneo Federal A    | 1         | 2014 |           |
| Torneo Argentino B  | 1         | 2012–13 |           |
| Torneo del Interior | 1         | 2012 |           |
| REGIONAIS           | REGIONAIS | REGIONAIS | REGIONAIS |
| Competição          | Títulos   | Temporadas |           |
| ------------------- | --------- | --- | --------- |
| Liga Sanluiseña     | 33        | 1921, 1922, 1923, 1924, 1925, 1926, 1927, 1929, 1930, 1931, 1933, 1941, 1942, 1943, 1944, 1953, 1955, 1959, 1961, 1966, 1967, 1968, 1974, 1976, 1980, 1981, 1987, 1989, 1993, 1999, 2000–A, 2000–C, 2007–A |           |